# 杨圣文
杨圣文（1972年—），上海市人，中国女演员，主要參與電視劇的演出。杨圣文在上电影学院大专班前，毕业于上海市第二师范学校，是一名小学老师。

## 作品
- 電視劇《紅十字方隊》，飾江男。
- 電視劇《鏗鏘玫瑰》，飾霍秋蓮。
- 电视剧《女子监狱》，饰女囚苏琳。
- 电视剧《谁可相依》，饰卢琳。
- 电视连续剧《女工》，饰浦小提。
- 電視劇 《唐宮美人天下》 飾王美人
- 电视剧《黑白大搏斗》，饰杨雅芸